# Die Tochter des Alten und der goldene Apfelbaum
Die Tochter des Alten und der goldene Apfelbaum ist ein Zaubermärchen (AT 480), das im ukrainischen Sprachraum bekannt ist.

## Handlung
Ein alter Mann und eine alte Frau haben jeweils eine Tochter aus vorheriger Ehe. Die Tochter des Mannes wird jedoch von der Stiefmutter schlecht behandelt und immer wenn diese sich mit ihrer leiblichen Tochter zum Jahrmarkt begibt, trägt sie der Stieftochter auf Garn gesponnen und Linnen daraus gewebt sowie geblichen zu haben, bevor sie wieder da ist. Die Kuh ihrer verstorbenen Mutter hilft ihr jedes Mal, indem sie sie in ihr Ohr kriechen lässt, das fertiges Linnen enthält. Doch die Stiefmutter wird misstrauisch und trägt ihrer eigenen Tochter auf sich heimlich auf dem Ofen zu verstecken, wenn sie das nächste Mal den Jahrmarkt besucht. Dem Geheimnis auf die Schliche gekommen, erzählt es diese dann der Mutter, die daraufhin die Kuh schlachten lässt. Bevor diese aber den Tod findet, rät sie der Tochter des alten Mannes ihren Kopf an einer Stelle im Garten zu vergraben, an der am nächsten Morgen ein Apfelbaum gewachsen ist.
Nach einiger Zeit erblickt ein vorbeireisender feiner Herr die goldenen Blätter des Apfelbaums und schickt seinen Lakaien, um einen der Äpfel zu besorgen. Doch als dieser sich ans Pflücken macht, schießt der Apfelbaum in die Höhe, sodass kein Herankommen mehr möglich ist. Er lässt daraufhin den alten Mann rufen, dem der Apfelbaum noch gar nicht aufgefallen ist, doch auch als dieser der Bitte des feinen Herrn nachkommen will, schießt der Baum empor. Nicht anders ergeht es der Stiefmutter und deren Tochter, einzig der Tochter des Alten neigt sich der Apfelbaum zu, sodass diese dessen Frucht mühelos entgegennehmen kann. Der feine Herr aber hatte dem Alten versprochen diejenige Tochter zur Frau zu nehmen, der dies gelinge und so geschieht es auch.
Später beschließen der Alte und seine Frau das glückliche, mit einem Kind gesegnete, Ehepaar zu besuchen und die Alte, nun sehr lieb und hilfsbereit im Haushalt, richtet sich dort ein. Als aber der feine Herr auf die Jagd geht, verwandelt sie dessen Frau in einen Hecht im Meer und legt ihre eigene Tochter ins Bett. Da das Kind fortan weint, trägt es ein Lakai, der alles mitbekommen hatte, heimlich zur Küste, wo es von seiner Mutter gestillt wird. Der feine Herr aber erwischt ihn dabei, lässt den Hecht fangen und ihn prügeln, sodass er sich der Reihe nach in eine Kröte, eine Schlange, einen Kuckuck und schließlich wieder in seine Frau verwandelt. Als die Entwandelte ihrem überraschten Mann erzählt, was die Stiefmutter und ihre Tochter getan haben, lässt dieser die beiden an die Schwänze ungezähmter Hengste binden und so davonjagen. Fortan herrscht Fröhlichkeit und Zufriedenheit.

## Hintergrund
Die ukrainische Version stammt aus dem Werk Arbeiten der ethnographisch-statistischen Expedition in das Gebiet Westrußlands, ausgerüstet von der Kaiserlich-Russischen Geographischen Gesellschaft, Abteilung Südwesten, Materialien und Forschungen, gesammelt von dem Ord. Mitglied P. P. Čubinskij, Bd. 2, verantw. Redakteur P. Gil’tebrandt (Band 2, Petersburg 1878, S. 459–465 Nr. 141) von P. P. Čubinskij. Sie wurde zwischen 1860 und 1870 aufgezeichnet und erhielt im Deutschen den Titel Die Tochter des Alten und der goldene Apfelbaum.